# سفارة كوستاريكا في اليابان
سفارة كوستاريكا في اليابان هي أرفع تمثيل دبلوماسي لدولة كوستاريكا لدى اليابان. تقع السفارة في وهي تهدف لتعزيز المصالح الكوستاريكية في اليابان.

## وصلات خارجية
- قائمة سفارات كوستاريكا
- قائمة السفارات في اليابان